# 24,25-ジヒドロキシコレカルシフェロール
24,25-ジヒドロキシコレカルシフェロール（24,25-Dihydroxycholecalciferol）は、24,25-ジヒドロキシビタミンD3（24,25-dihydroxyvitamin D3または(24R)-hydroxycalcidiol (24(R),25-(OH)2D3と省略される)）とも呼ばれており)、ビタミンD3の活性型である1,25-ジヒドロキシビタミンD3と密接な関係のある化合物であるが、ビタミンD3そのものや25-ヒドロキシビタミンD3とは異なり、生体内でも試験管内でもホルモンとしては不活性化されている。

## 生成及び意味
24,25-ジヒドロキシビタミンD3は、25-OH-D3の経路のC-24とC-23の反応の大半を触媒する汎用タイプの酵素であるP450cc24 (25-hydroxyvitamin D3-24-hydroxylase)により25-ヒドロキシビタミンD3から生成される。24,25-ジヒドロキシビタミンD3は、25-ヒドロキシビタミンD3からの排泄される運命にある代謝物である。
皮膚で産生されたものであれ経口摂取されたものであれ、ビタミンD3（コレカルシフェロール）（下図左）は、肝臓でC25の位置でヒドロキシ化の代謝を受け 25-ヒドロキシコレカルシフェロール（別名25(OH)D3 、カルシジオール）（下図右）へと変化し肝細胞に貯えられ、必要なときにα-グロブリンと結合しリンパ液中に放出される。なお、Cの番号はステロイドやコレステロールの構造と炭素の番号に由来する。
カルシジオール（下図左）は、腎臓の尿細管に移送され、2つの種類のビタミンDの型に変化する。一つは活性型ビタミンD（1,25-ジヒドロキシビタミンD3 、カルシトリオール）（下図右）となる。ヒドロキシ化されたC1は下側リング右側に位置する。
ホルモン作用を有する活性型ビタミンD（カルシトリオール）は、副甲状腺ホルモンに加えて低カルシウム、低リン酸状態により活性化した1α-ヒドロキシ酵素によって生成される。
1α-ヒドロキシ酵素が不活性な場合には、別の酵素がカルシジオールのC-24をヒドロキシ化して、もう一つの非活性型ビタミンD（24,25-ジヒドロキシビタミンD3）（下図左）を生成する。この反応によりカルシジオールは生化学的な作用から不活性化される。
また、不要となったカルシトリオールは、カルシトリオール24-ヒドロキシラーゼの触媒作用によってカルシトロン酸（下図右）が生成される。この物質は、水に溶け、尿中に排泄される。

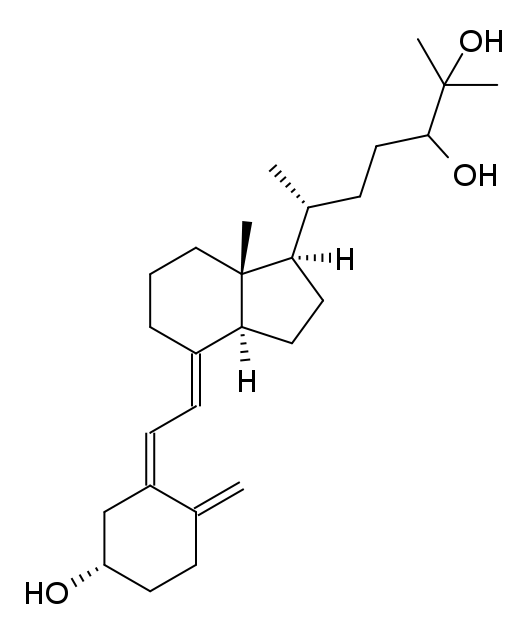
24,25-ジヒドロキシコレカルシフェロール

カルシトロン酸